# Arwen
Arwen Undómiel è un personaggio di Arda, l'universo immaginario fantasy dello scrittore inglese J. R. R. Tolkien. Appare nel suo più famoso romanzo, Il Signore degli Anelli. Arwen è una mezzelfa che visse durante la Terza Era.

## Letteratura
Arwen era la figlia più giovane di Elrond e Celebrían; i suoi fratelli maggiori erano i gemelli Elladan e Elrohir. Si dice reincarnasse le sembianze di Lúthien Tinuviel, e fu chiamata Undómiel, poiché era la Stella del Vespro del suo popolo.
Come è narrato ne "La Storia di Aragorn e Arwen", che si trova nell'Appendice A de Il Signore degli Anelli (dopo il terzo volume, Il ritorno del re), quando Aragorn aveva vent'anni incontrò Arwen per la prima volta a Gran Burrone, dove egli viveva sotto la protezione di Elrond. Arwen, che allora aveva oltre 2700 anni, era recentemente ritornata alla casa di suo padre dopo aver vissuto per un po' con sua nonna Galadriel a Lothlórien. Aragorn s'innamorò di Arwen a prima vista. Circa trent'anni dopo, i due si ritrovarono a Lórien; quella volta, Arwen ricambiò l'amore di Aragorn; allora "si giurarono eterna fedeltà" sulla collina di Cerin Amroth.
La prima vera apparizione di Arwen ne Il Signore degli Anelli è a Gran Burrone, quando gli hobbit arrivarono lì, e Aragorn fu visto con lei — il primo indizio della loro relazione. Dopo, quando la Compagnia dell'Anello arrivò a Lórien, Aragorn ricordò il loro precedente incontro e si fermò riverente presso Cerin Amroth.
«Qui è il cuore del Reame Elfico in terra», disse, «e qui dimorerà per sempre il mio cuore, a meno che non vi sia una luce oltre le oscure strade che ancora dobbiam percorrere, tu ed io. Vieni meco!».
Prese Frodo per mano e si allontanò dal colle di Cerin Amroth, e non vi tornò mai più con umane sembianze.
[*] "Arwen cara, addio!"»
(Il Signore degli Anelli - La Compagnia dell'Anello)
Arwen ritorna di nuovo nella storia quando, prima di prendere i Sentieri dei Morti, Aragorn incontrò un gruppo di dunedain (la sua gente, proveniente dal nord), e i fratelli di Arwen, Elladan e Elrohir. Gli portarono un vessillo di tessuto nero: un dono fatto da Arwen, e un segno che lo incoraggiò a prendere il difficoltoso sentiero. Quando il vessillo fu spiegato alla Battaglia dei Campi del Pelennor per rivelare l'emblema di Elendil in mithril, gemme e oro fu il primo, trionfante annuncio del ritorno del Re.
Finalmente, Arwen arrivò a Minas Tirith dopo che Aragorn era diventato Re di Gondor e Arnor, e si sposarono.

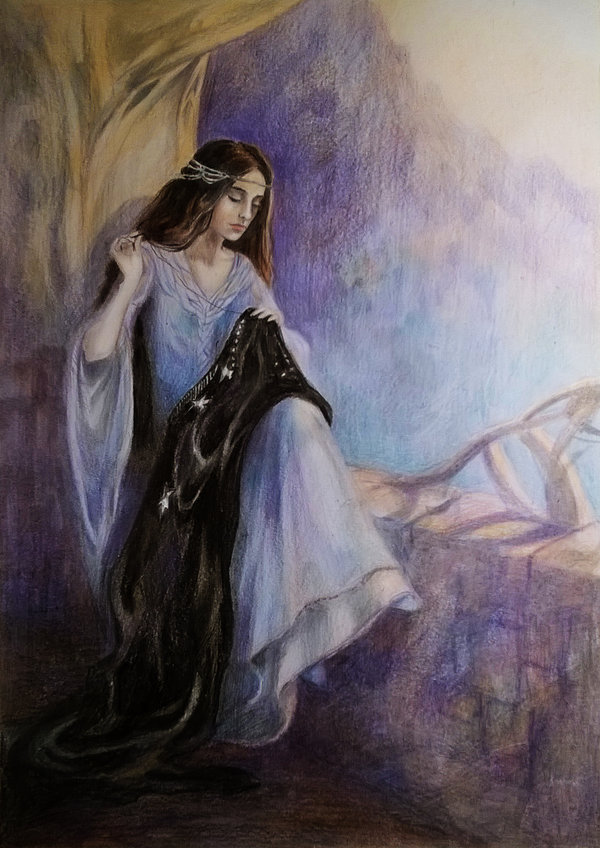
Rappresentazione di Arwen, opera di Anna Kulisz, ispirata da un soggetto originale di Sir Leighton.

Ed alla Vigilia di Mezza Estate, quando il cielo era blu come zaffiro e bianche stelle sbocciavano a oriente, mentre a occidente era ancora dorato, e l'aria fresca e fragrante, i cavalieri giunsero dalla via del Nord ai cancelli di Minas Tirith. In testa cavalcavano Elrohir ed Elladar con uno stendardo d'argento, seguiti da Glorfindel e da Erestor e da tutta la gente di Gran Burrone, e vi erano anche dama Galadriel e Celeborn, Sire di Lothlórien, montati su cavalli bianchi e accompagnati dalla gente della loro terra, con manti grigi e bianche gemme nei capelli; ed ultimo arrivò Messere Elrond, il più potente fra Uomini ed Elfi, reggendo lo scettro di Annúminas, ed al suo fianco su un grigio palafreno cavalcava Arwen sua figlia, Stella del Vespro del suo popolo.
E Frodo, quando la vide arrivare scintillante nella sera, con le stelle sulla fronte e una celeste fragranza intorno a sé, fu colto da grande meraviglia e disse a Gandalf: «Infine comprendo perché abbiamo aspettato! Questa è la fine. Adesso non soltanto il giorno sarà splendente, ma anche la notte sarà meravigliosa e benedetta, ed ogni paura svanirà!».
Allora il Re accolse gli ospiti, ed essi smontarono dai destrieri, ed Elrond depose lo scettro e mise la mano di sua figlia in quella del Re, ed essi si recarono insieme nell'Alta Città, e tutte le stelle sbocciarono in cielo. Ed Aragorn, il Re Elessar, prese in moglie Arwen Undómiel nella Città dei Re il giorno di Mezza Estate, e la storia della loro lunga attesa si concluse così.»
(Il Signore degli Anelli - Il ritorno del re)
I quattro passaggi descritti sopra sono le uniche apparizioni di Arwen nella storia, non considerando La Storia di Aragorn e Arwen. Giudicando solo secondo la visibilità, Arwen è per lo più un personaggio secondario ne Il Signore degli Anelli di Tolkien, ma nondimeno appare dettagliatamente nelle Appendici. Interpreta anche un ruolo nella trama che è sproporzionato al numero di scene in cui appare. Arwen era un'ispirazione e una motivazione per Aragorn, che, come Elrond aveva stipulato, doveva diventare nientemeno che Re di Gondor e Arnor prima di poterla sposare. Quando Éowyn s'innamorò di Aragorn fu la sua fedeltà a Arwen a trattenerlo dal ricambiare. Questo parzialmente motivò il conseguente eroico desiderio di morire di Éowyn durante la battaglia dei Campi del Pelennor, che ebbe maggiori ripercussioni per la difesa della Terra di Mezzo.
La Storia di Aragorn e Arwen dice che Arwen ebbe da Aragorn un figlio, Eldarion, e come minimo due figlie di cui non si fa il nome. Rinunciò alla vita nel 121 della Quarta Era, a Cerin Amroth, un anno dopo la morte di Aragorn. A quel tempo, aveva 2901 anni. Non è risaputo se Arwen giunta nelle sala di Mandos, abbia scelto di continuare il destino degli elfi, o di andare oltre Arda per stare insieme all'amato Aragorn.

## Aspetto e caratteristiche
Ne La Compagnia dell'Anello, Arwen viene descritta come una graziosa dama estremamente rassomigliante al padre Elrond, dal portamento regale e uno sguardo trapelante riflessione e saggezza, apprese col passare degli anni. Ha una carnagione bianca e vellutata e i suoi capelli sono di un nero corvino; nel suo volto limpido risplendono due occhi grigi, prerogativa della razza elfica. Quando Frodo Baggins la vede per la prima volta a Gran Burrone, Arwen porta una cuffietta di pizzo argenteo ricamata con pietre preziose e scintillanti, e indossa una veste di un grigio pallido senza alcun ornamento all'infuori di una cinta di foglie intrecciate con fili d'argento.
Nel suo primo incontro con Elessar, avvenuto anch'esso a Gran Burrone, ella veste abiti simili a quelli indossati anni prima nel Beleriand da Lúthien Tinuviel: un manto argento e azzurro. Arwen porta con sé la Stella del Vespro: una gemma bianca come una stella che pende sul suo petto da una catena d'argento. Tale gioiello viene donato a Frodo Baggins in memoria dell'amicizia di Re Aragorn e Dama Arwen con lo Hobbit prima della loro separazione a Gran Burrone.

### Retroscena
Attraverso suo padre Elrond, Arwen era la nipote di Eärendil il Marinaio (il secondo dei Mezzelfi), pronipote di Tuor di Gondolin, e quindi una discendente diretta dell'antica Casa di Hador. Arwen era anche una discendente di Re Turgon dei Noldor attraverso la sua bisnonna, Idril. Attraverso sua madre, era la nipote di Dama Galadriel e la pronipote di Finarfin. Éomer di Rohan disse che Dama Arwen fosse più bella di Dama Galadriel di Lórien, ma Gimli figlio di Glóin la pensava diversamente. Attraverso entrambi i suoi genitori Arwen era una discendente diretta dell'antica Casa di Finwë. Inoltre, Arwen era una discendente di Beren e Lúthien Tinúviel, la cui storia ricorda la sua. Infatti, Arwen era ritenuta la ricomparsa in somiglianza della sua antenata Lúthien, la più bella tra tutti gli Elfi, che era chiamata Usignolo (Tinúviel).
Arwen era una parente molto lontana di suo marito Aragorn. L'antenato di Aragorn, Elros Tar-Minyatur, il primo Re di Númenor, che scelse di vivere come un Uomo piuttosto che come uno degli Eldar, era il fratello del padre di Arwen Elrond. Arwen alla fine divenne Regina del Regno Riunito di Arnor e Gondor quando sposò Aragorn, che era della linea dei Re di Arnor. Dal matrimonio di Arwen e Aragorn, le stirpi dei Mezzelfi a lungo separate furono riunite. La loro riunione servì anche a unire e conservare le linee di sangue dei Re degli Alti Elfi (Finwë, Ingwe e i fratelli Olwë e Elwë) oltre all'unica discendenza Maiarin attraverso l'ava di Arwen, Melian, Regina del Doriath, e anche dal lato di Aragorn, attraverso la linea di Re di Arnor e Númenor per mezzo di Elros, il fratello di Elrond, la cui trisnonna era Melian.

### Nomi e titoli
In Sindarin il nome di Arwen significa nobile donna (S. 'ar'=nobile, 'wen'=fanciulla). Il suo secondo nome o epessë, Undómiel vuol dire Stella del Vespro (Q. 'undómë'=crepuscolo, 'él'=stella). Inoltre è anche chiamata Arwen Stella del Vespro. È conosciuta anche come la Dama di Gran Burrone e la Dama di Lothlórien, da due posti dove visse, con la gente di sua madre e quella di suo padre.

## Concezione e creazione
Come è scritto nella The History of Middle-earth, Tolkien concepì tardi negli scritti il personaggio della "figlia di Elrond". Prima, aveva considerato la possibilità che Aragorn sposasse Éowyn.

## Adattamenti

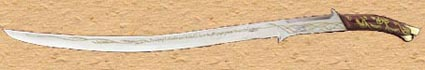
La spada di Arwen

Arwen non appare nell'adattamento del 1978 de Il Signore degli Anelli di Ralph Bakshi, né nell'adattamento del 1980 de Il ritorno del re di Rankin-Bass.

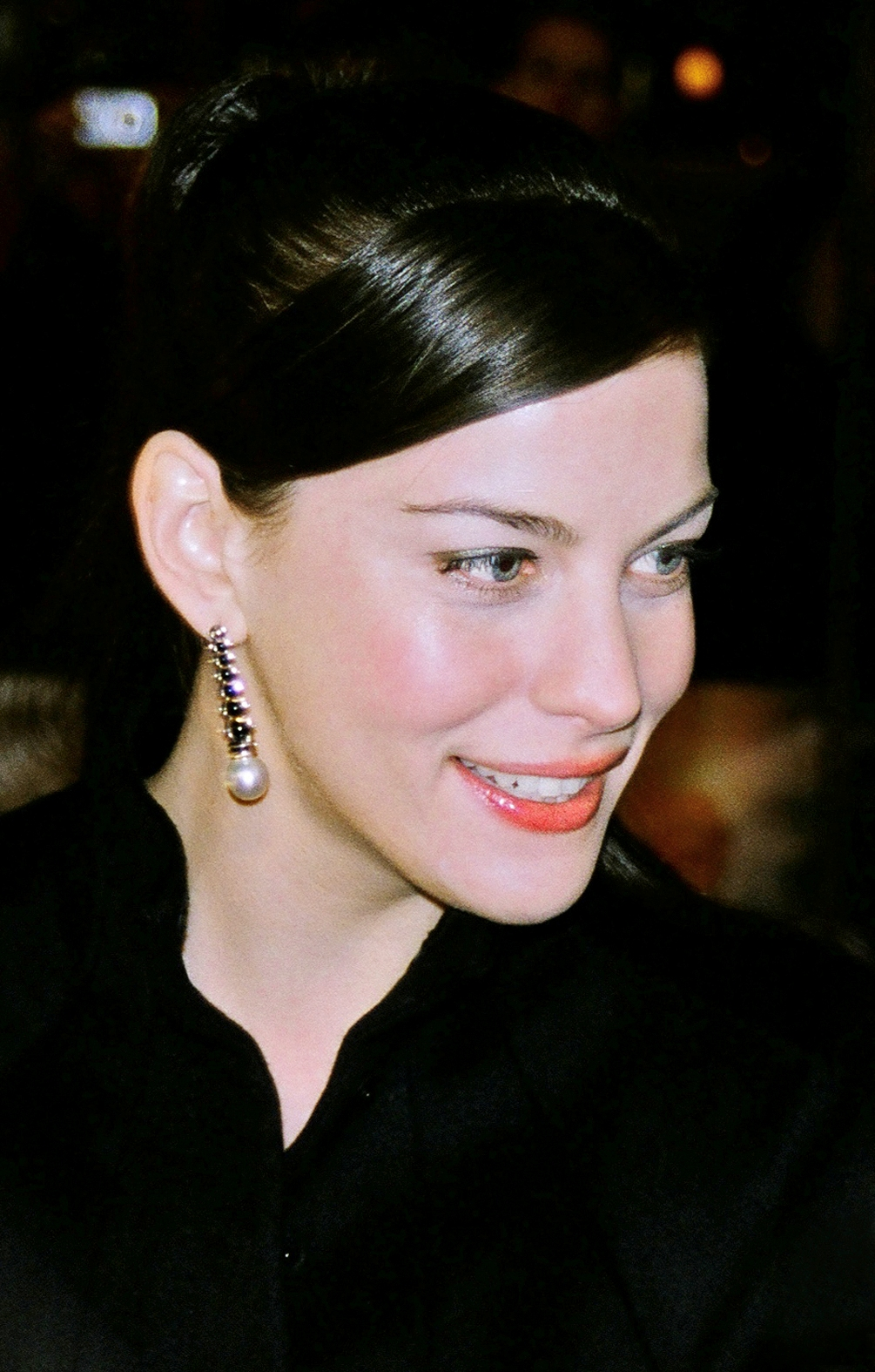
Liv Tyler ha interpretato Arwen nella trilogia Il Signore degli Anelli.

Nella trilogia Il Signore degli Anelli di Peter Jackson, Arwen è interpretata da Liv Tyler con la voce italiana di Stella Musy. Molte scene aggiuntive con Arwen sono state aggiunte, le quali deviano praticamente tutte dal romanzo e alcune delle quali sembrano ispirate dalla Storia.
Nel primo film, Arwen parte di nascosto per trovare Aragorn cavalcando Asfaloth (nel libro è il cavallo di Glorfindel) e soccorre da sola Frodo Baggins dai Cavalieri Neri al Bruinen, ostacolandoli con un'improvvisa inondazione, evocata da un incantesimo. Nel libro, Glorfindel fa montare Frodo su Asfaloth e lo lascia andare da solo per sfuggire ai Cavalieri Neri, e Elrond e Gandalf causano l'inondazione. Nel libro, Frodo fronteggia da solo i Cavalieri Neri; nel film Arwen lo difende. Durante la fuga, Arwen porta la spada Hadhafang, che secondo il merchandise del film era stata brandita da suo padre. Questa spada è in realtà la spada di Idril Celebrindal, la bisnonna di Arwen. Appare solo nel film, benché il nome derivi dagli scritti di Tolkien.
Dopo le scene sopra menzionate, le deviazioni includono una scena nella quale Aragorn è ferito e sogna Arwen (che lo bacia), una scena dove Arwen ha un litigio con suo padre sulla partenza per Valinor e una scena dove parte per Valinor e ritorna all'improvviso quando ha una visione del suo futuro figlio, Eldarion (ciò la sorprende, perché suo padre aveva profetizzato solo morte nel suo futuro).
Durante la Guerra dell'Anello, Elrond la prega di accompagnarlo alle Terre Imperiture perché non desidera vedere un altro suo familiare morire, ma dopo essere inizialmente partita per i Porti Grigi per salpare, ritorna a Gran Burrone e rifiuta di lasciare la Terra di Mezzo a causa dell'amore che prova per Aragorn.
Nel film Il Signore degli Anelli - Il ritorno del re Arwen ritorna indietro dalla strada per i Porti Grigi. Elrond porta la riforgiata Narsil, ora Andúril, a Aragorn a Dunclivo, gli dice che il fato di Arwen è diventato collegato all'Unico Anello e che lei sta morendo. Non è spiegato come questo possa accadere. Nei libri, Narsil viene riforgiata prima che la Compagnia dell'Anello lasci Gran Burrone, e la vita di Arwen non è legata alla lotta per distruggere l'Anello. In questo film inoltre ella rinuncia all'immortalità per amore di Aragorn, un fattore importante anche nel libro, nel quale Arwen ricalca la scelta e il fato della sua antenata Lúthien di divenire una donna mortale.
La trilogia inventa un gioiello chiamato la Stella del Vespro che Arwen dà a Aragorn per ricordargli il loro amore. La Stella del Vespro appare anche nella serie La battaglia per la Terra di Mezzo della Electronic Arts. Essa concede dei poteri alle forze del bene, diversamente dall'Unico Anello che dà potere alle forze del male. Nel romanzo, Arwen dà a Frodo una collana simile prima che egli parta da Minas Tirith. In realtà si tratta della rappresentazione cinematografica dell'Elessar, la mitica gemma di cui si narra nei Racconti incompiuti.
Nelle prime versioni del copione (quando si supponeva che i film sarebbero stati girati in due parti sotto un'altra casa produttrice), Arwen combatteva alla Battaglia del Fosso di Helm e portava la spada Andúril ad Aragorn. Comunque, sia Liv Tyler sia gli sceneggiatori sentivano che il coinvolgimento del personaggio al Fosso di Helm fosse inappropriato, e la lasciarono fuori dalla sequenza.

## Influenza culturale
Ad Arwen sono dedicati gli Arwen Colles su Titano.